# Francina Jacoba Elisabeth de Neef
Francina Jacoba Elisabeth de Neef, född 1864, död 1948, var en nederländsk välgörare, entreprenör och känd som älskarinna till den holländska guvernören i Surinam.
Hon var dotter till Louis François de Neef (1833–1877), skräddare, senare tjänsteman, och Paulina Elisabeth Hendriks (1833–1866). Hennes föräldrar var frigivna slavar. Hon var från 1880 älskarinna till Asueer Jacob baron Schimmelpenninck van der Oije (1835–1915), administratör av kolonin Surinam. Som guvernörens älskarinna och permanenta sambo ägnade hon sig åt en del filantropi. Hon var också verksam som designer och sömmerska och känd som designern av en afro-surinasisk folkdräkt.